# Руслан Нацев
Руслан Бориславов Нацев е офицер от полицията, български футболист , полузащитник, бивш капитан на Полицейския национален отбор по футбол на България (с който е Европейски шампион), състезател от 2012 г. на ФК „Драгоман“ (Драгоман). Дългогодишен капитан на ФК Сливнишки герой (Сливница), който напуска при влизането на сливничани в професионалния футбол през 2011 година.
От 2017 година е старши треньор на Полицейския национален отбор по футбол на България, като дебютира начело с победа в решаващия двубой за класиране на Евро 2018 срещу тимът на Дания а двубоя завършва с резултат 4-0.

## Биография
Роден е на 11 април 1975 година в София. Завършва 44-то Спортно училище в столицата. Започва да тренира в ДЮШ на Левски (София), където първи треньор му е Васил Митков.
По-късно започва работа в полицията, като се състезава с почицейския футболен тим на СДВР. Поканен е в националния полицейски тим, където има множество участия в различни полицейски турнири в Европа.
Женен, с две деца.